# Wojska balonowe (II RP)

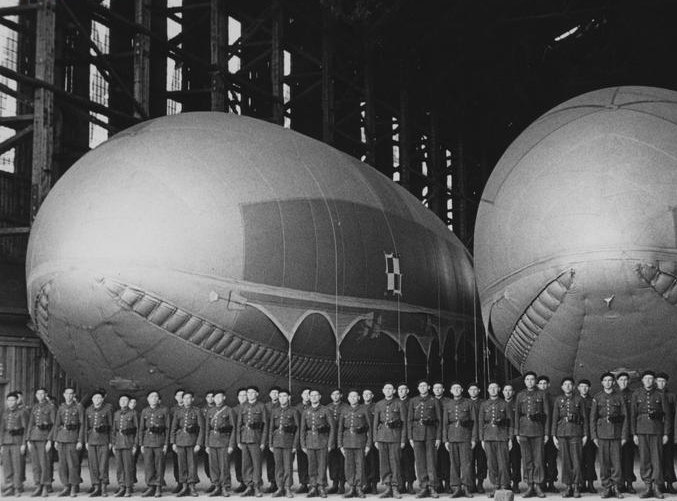
Żołnierze jednostki balonowej w hangarze przed balonami obserwacyjnymi.

Wojska balonowe – część lotnictwa Wojska Polskiego II RP.

## Geneza
Początki organizacji wojsk balonowych sięgały czasów tworzenia na terenie Rosji oddziałów formacji wschodnich. W I Korpusie Polskim gen. Józefa Dowbór-Muśnickiego, jesienią 1917 utworzony został 1 Polski Oddział Balonowy. Jego twórcą był ppłk Hipolit Łossowski, a dowódcą został kpt. Hulewicz. Oddział aeronautyczny zorganizowany był również na froncie rumuńskim. Próby te nie powiodły się ze względu na brak powłok balonowych, dźwigarek, gazu i sprzętu niezbędnego do wyposażenia oddziałów. Oddziały zostały rozwiązane, a oficerów i żołnierzy przydzielono do jednostek saperów i wojsk samochodowych. Oddziały I  i II Korpusu Polskiego, Legiony Polskie i Armia Polska we Francji  nie posiadały w swym składzie oddziałów aeronautycznych.

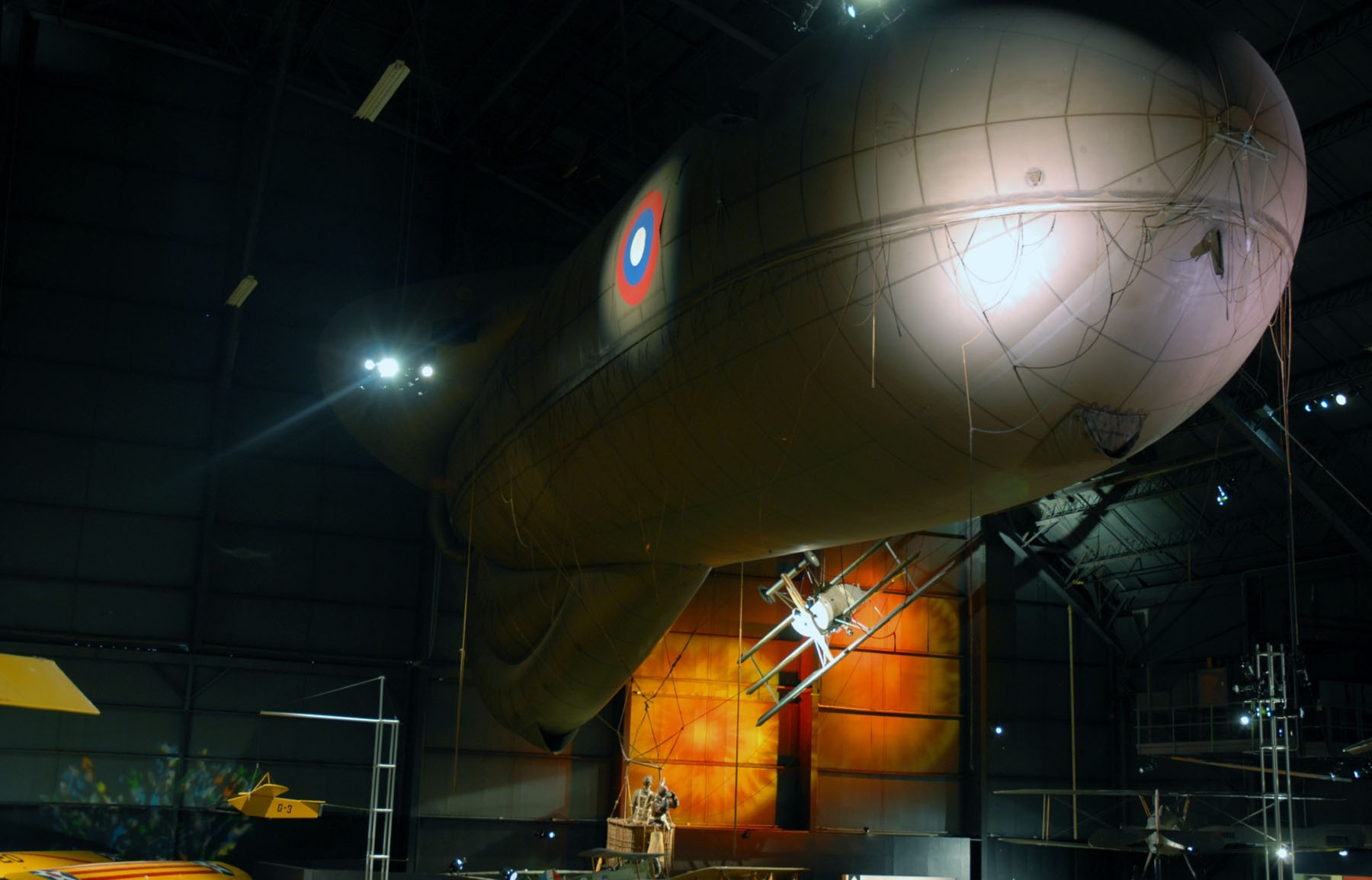
Balon obserwacyjny Caquot R

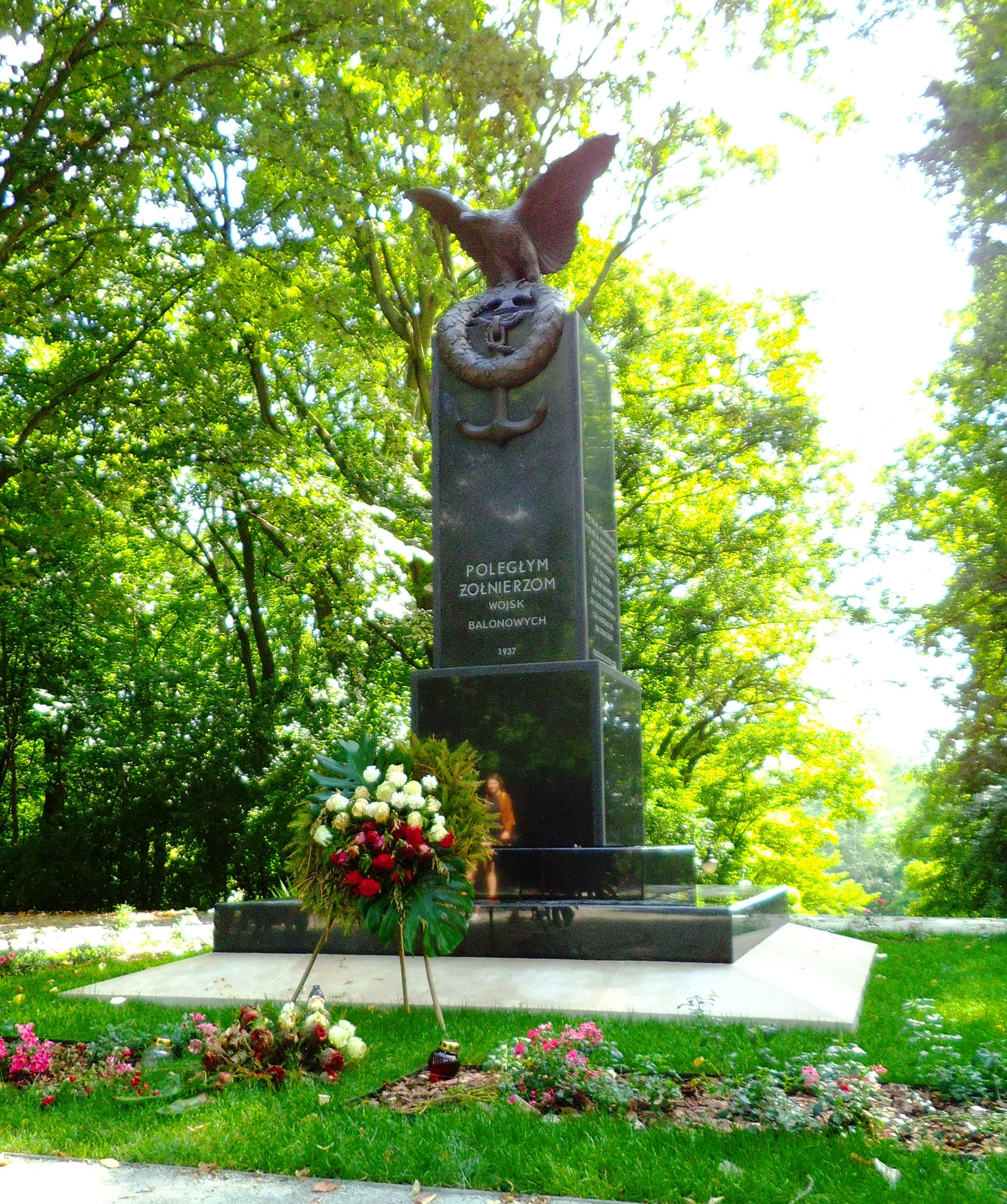
Obelisk upamiętniający żołnierzy wojsk balonowych w Toruniu

Organizację lotnictwa zapoczątkowało utworzenie Dowództwa Wojsk Lotniczych podległych Sztabowi Generalnemu WP i Sekcji Żeglugi Napowietrznej Ministerstwa Spraw Wojskowych. Dowódcą Wojsk Lotniczych został ppłk Hipolit Łossowski. Sekcji Żeglugi Napowietrznej Ministerstwa Spraw Wojskowych podlegały sprawy organizacyjne, mobilizacyjne i szkoleniowe. Szefem Sekcji został ppłk Aleksander Wańkowicz.
W związku z całkowitym brakiem wyposażenia i sprzętu nadającego się do utworzenia oddziałów balonowych, specjalistów pochodzących z wojsk balonowych z byłych armii zaborczych i korpusów wschodnich przydzielono do lotnictwa.
Sytuacja polskich wojsk balonowych zmieniła się w związku z wyzwoleniem Wielkopolski. W hali sterowcowej na Winiarach w Poznaniu znaleziono dwie powłoki balonów obserwacyjnych (jedna typu Parseval-Sigsfeld Drachen), dźwigarkę konną Alpina oraz kilkaset butli z wodorem. Sprzęt ten posłużył do utworzenia wojsk aeronautycznych. 
Formowanie wojsk aeronautycznych rozpoczęło się w kwietniu 1919.
Pierwsze pododdziały wojsk aeronautycznych sformowano w Poznaniu. 5 maja 1919 zorganizowano 1 polową kompanię aeronautyczną, następnie Ruchomy Park Aeronautyczny i dalsze dwie polowe kompanie aeronautyczne. 
Kompanie aeronautyczne były podporządkowane I Grupie Aeronautycznej, utworzonej 15 lipca 1919.
21 maja 1919 rozpoczęła działalność Oficerska Szkoła Aeronautyczna. Pierwszy kurs ukończyło 27 aspirantów oficerskich, mianowanych później podporucznikami aeronautyki. 
Pierwszego wzlotu wojskowego balonu obserwacyjnego dokonał 23 lipca 1919 płk Aleksander Wańkowicz. 
Zakupy wyposażenia balonowego we Francji oraz wyszkolony personel umożliwiły zimą 1919/1920 rozbudowę i rozwój wojsk aeronautycznych. Zorganizowano je w trzy grupy aeronautyczne.
Grupa aeronautyczna składała się z dwóch kompanii aeronautycznych i Ruchomego Parku Aeronautycznego.
1 marca 1920 przemianowano Inspektorat Wojsk Lotniczych na Departament III Żeglugi Powietrznej Ministerstwa Spraw Wojskowych. Szefem Departamentu III Żeglugi Powietrznej został gen. bryg. pil. Gustaw Macewicz. Departamentowi podporządkowano Sekcję Żeglugi Napowietrznej Ministerstwa Spraw Wojskowych.
Departament składał się z trzech sekcji:
- Sekcja I Organizacyjna (wydziały: ogólnoorganizacyjny i wyszkolenia);
- Sekcja II Zaopatrzenia (wydziały: budżetowy i zaopatrzenia);
- Sekcja III Aeronautyki (wydziały: gospodarczy i techniczny).

## Wojna polsko-rosyjska 1920 r.
W wojnie polsko-rosyjskiej 1920 obok eskadr lotniczych zostały użyte na froncie także nowo sformowane jednostki wojsk balonowych.
- I Grupa Aeronautyczna,

- II Grupa Aeronautyczna,

- III Grupa Aeronautyczna.

Grupy aeronautyczne przemianowano po przybyciu na front na bataliony aeronautyczne.
W związku z niemożnością wykonywania zadań, ze względu na manewrowy charakter walki, bataliony aeronautyczne (wraz z nowo sformowanym w Poznaniu IV batalionem aeronautycznym) zostały połączone czasowo w pułk aeronautyczny, który został użyty na froncie w składzie 4 Armii jako pułk piechoty.
- 1 pułk aeronautyczny

## Okres międzywojenny

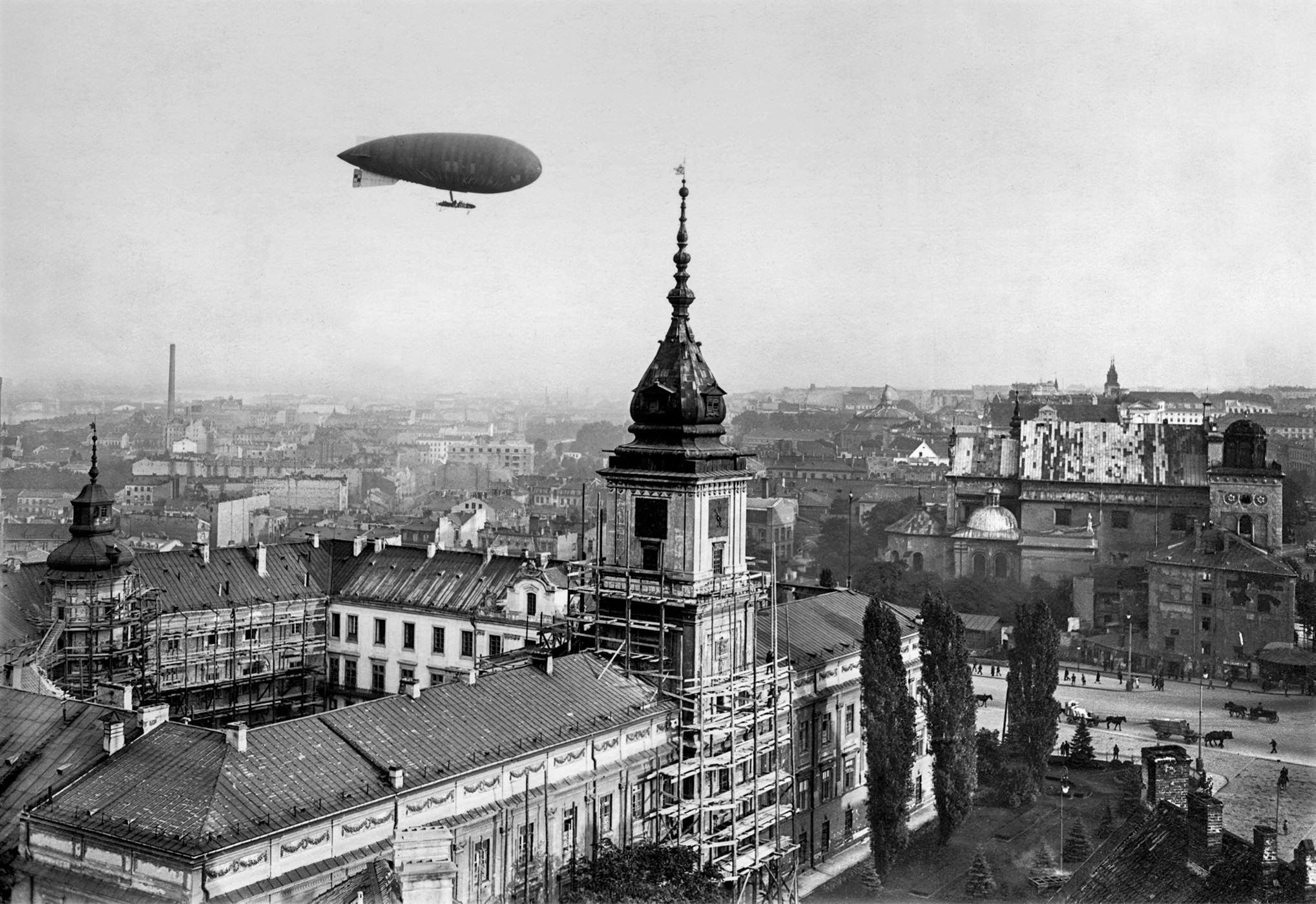
Sterowiec Lech nad Warszawą 1926 r.

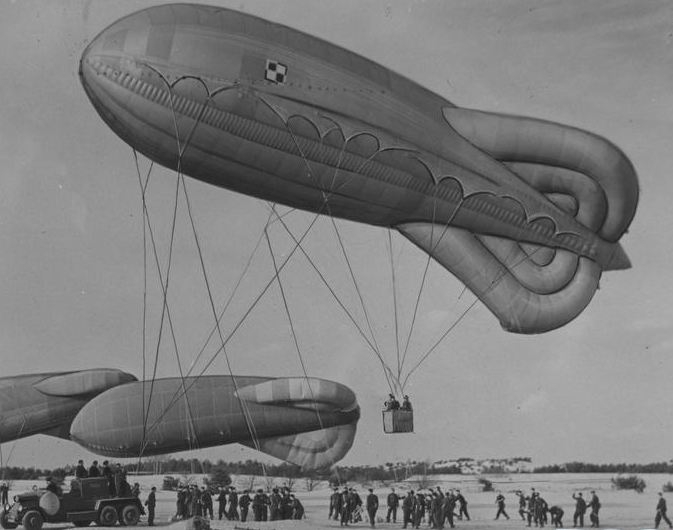
Balon obserwacyjny przygotowany do startu. Obok balony zaporowe

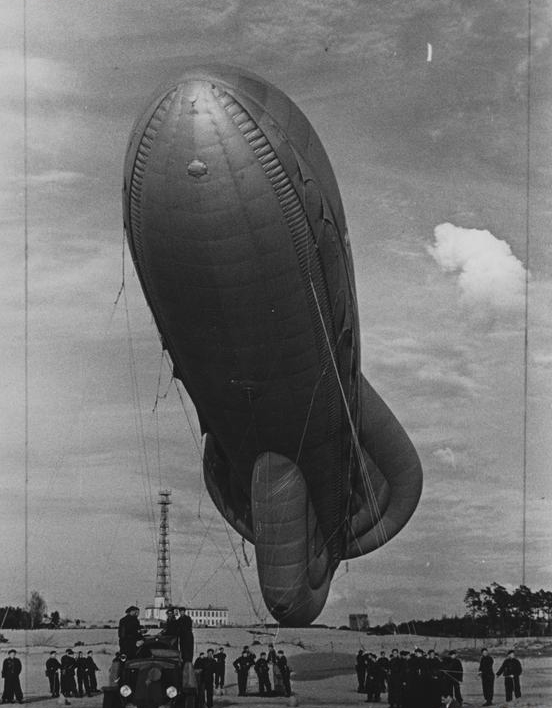
Balon obserwacyjny przygotowany do startu

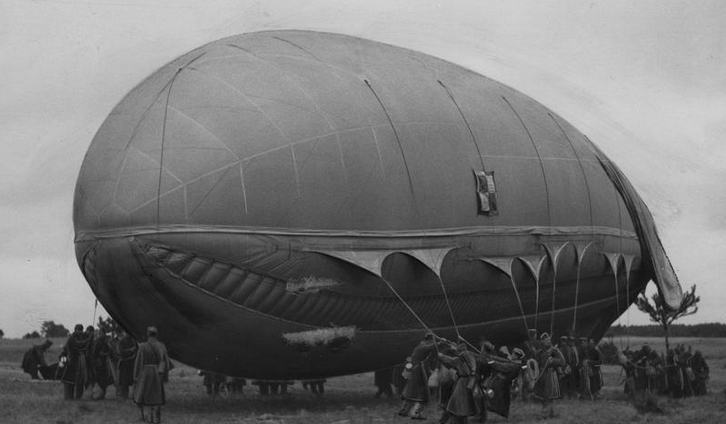
Żołnierze jednostki balonowej podczas przygotowania balonu obserwacyjnego do startu

Po zakończeniu działań wojennych 1920 i reorganizacji, wojska balonowe dysponowały trzema batalionami aeronautycznymi:
- I batalion aeronautyczny (1 i 2 kompania) - Poznań;
- II batalion aeronautyczny (3 i 4 kompania) - Jabłonna;
- III batalion aeronautyczny (5 i 6 kompania) i ruchomy park aeronautyczny - Toruń.

W latach 1921–1923 utworzono dodatkowo: 
- IV batalion aeronautyczny w Krakowie,
- V batalion aeronautyczny w Brześciu nad Bugiem,
- batalion sterowcowy przy Centralnej Szkole Aerostatycznej.

Batalion Sterowcowy szkolił się na zakupionym we Francji sterowcu ciśnieniowym firmy Zodiac VZ—11 Vedette, któremu w Polsce nadano nazwę „Lech”. Bataliony aeronautyczne dysponowały balonami obserwacyjnymi produkcji francuskiej typu Caquot M2 i R2.
W 1921 w skład wojsk balonowych obok trzech batalionów aeronautycznych, wchodziła również Oficerska Szkoła Aeronautyczna oraz Centralne Składy Balonowe. Podlegały one bezpośrednio Wydziałowi Aeronautycznemu Departamentu III Żeglugi Powietrznej Ministerstwa Spraw Wojskowych. 
Oficerska Szkoła Aeronautyczna przeniesiona z Poznania do Torunia, istniała do 1924.
Po jej rozwiązaniu do 1932 istniała przy 1 Batalionie Balonowym w Toruniu Szkoła Podchorążych Wojsk Balonowych. Po likwidacji w 1934, utworzono Pluton Podchorążych Rezerwy, który przejął zadania szkolenia specjalistów na doraźnie organizowanych kursach.
W 1922 na bazie Centralnych Składów Balonowych utworzono Centralne Zakłady Aerostatyczne w Jabłonnie. Miały one za zadanie, m.in.: przechowywanie sprzętu balonowego, jego naprawy oraz wytwarzanie wodoru na potrzeby jednostek aeronautycznych. W 1924 Centralne Zakłady Aerostatyczne zostały przemianowane na Centralne Zakłady Balonowe, które dokonywały napraw sprzętu balonowego, a następnie rozpoczęły własną produkcję. 1 kwietnia 1929 Centralne Zakłady Balonowe przekształcono w Wojskową Wytwórnię Balonów, a w 1935 w Wytwórnię Balonów i Spadochronów. Wyprodukowała do 1939 200 balonów zaporowych, 50 obserwacyjnych i 25 sportowych. W 1939 zatrudniała 165 osób. Jako Zakłady Sprzętu Technicznego i Turystycznego wznowiła działalność po II Wojnie Światowej, produkując m.in. spadochrony wojskowe. Kierownikami zakładów byli: ppłk Marceli Chybczyński (1923 – X 1926), mjr Aleksander Wilcz-Wilsz (XI 1926 – VII 1929) i kpt. inż. Stanisław Sergiusz Mazurek (od VII 1929).
W 1924 przystąpiono do redukcji wojsk balonowych, w wyniku której pozostawiono jedynie jeden batalion w Toruniu. Reorganizację przeprowadzono z dniem 20 czerwca tego roku, przenosząc do baonu balonowego w Toruniu oficerów z likwidowanych oddziałów wojsk balonowych. Później w składzie baonu balonowego znalazła się też „Detaszowana Kompania Balonów Zaporowych” w Jabłonnie, którą od lutego 1925 dowodził kpt. Konstanty Kamieński.
W 1929 nastąpiły zmiany w organizacji lotnictwa wojskowego w tym i w wojskach balonowych. W 1929 na bazie Detaszowanej Kompanii Balonów Zaporowych z toruńskiego batalionu sformowano 2 batalion balonowy w Jabłonnie. Równocześnie toruński batalion został przemianowany na 1 batalion balonowy. Wiosną tego roku 1 batalion balonowy został podporządkowany dowódcy 2 Grupy Aeronautycznej w Poznaniu, natomiast 2 batalion balonowy – dowódcy 1 Grupy Aeronautycznej w Warszawie. W 1931 została zlikwidowana 2 Grupa Aeronautyczna, a 1 batalion balonowy podporządkowany dowódcy 1 Grupy Aeronautycznej. Z dniem 1 stycznia 1936 zmiano składy grup aeronautycznych. 1 Batalion Balonowy został przeniesiony do 3 Grupy Aeronautycznej w Krakowie, natomiast 2 Batalion Balonowy pozostał w składzie 1 Grupy Aeronautycznej. W tym samym roku obie grupy aeronautyczne zostały przemianowano na grupy lotnicze. Podległość batalionów balonowych względem grup lotniczych do wybuchu wojny w 1939 nie uległa zmianie.
Inspektorat Obrony Powietrznej Państwa (IOPP) powołano dekretem Prezydenta RP w 1936. Inspektorem Obrony Powietrznej Państwa został gen. dyw. Gustaw Orlicz-Dreszer, a po jego śmierci gen. bryg. Józef Zając. Inspektorat był ośrodkiem kierującym sprawami obrony przeciwlotniczej. Do jego zadań należało między innymi ustalenie potrzeb w zakresie ilości balonów zaporowych.

## Mobilizacja 1939 r.

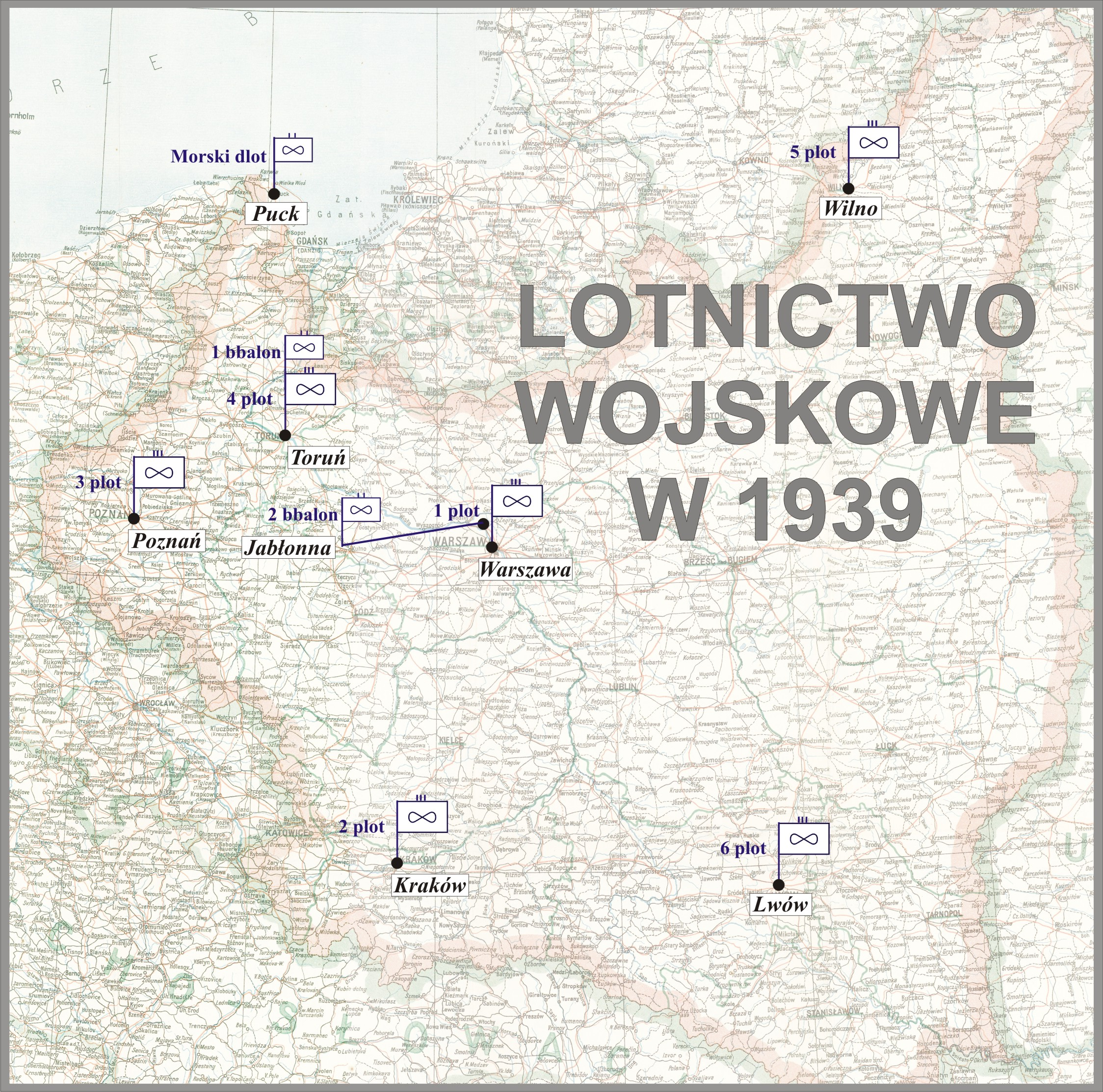
Lotnictwo wojskowe w 1939

Do sierpnia 1939 oddziały balonowe podlegały Dowództwu Lotnictwa Ministerstwa Spraw Wojskowych. 30 sierpnia 1939 kompanie balonów zaporowych zostały przeniesione z lotnictwa do obrony przeciwlotniczej i podporządkowane dowódcy obrony przeciwlotniczej Ministerstwa Spraw Wojskowych. 
Wydział Balonowy Dowództwa Lotnictwa Ministerstwa Spraw Wojskowych został przeniesiony do Dowództwa Obrony Przeciwlotniczej Ministerstwa Spraw Wojskowych, natomiast Referat Balonów Instytutu Technicznego Lotnictwa pozostał w jego składzie. Oficerowie kompanii balonów obserwacyjnych nadal zostali pozostawieni w korpusie osobowym oficerów lotnictwa. 
Plany mobilizacyjne przewidywały powołanie 7 kompanii balonów obserwacyjnych i 5 kompanii balonów zaporowych oraz Komendy Bazy Balonowej nr 1 wraz z kwatermistrzostwem, Głównej Składnicy Balonowej nr 1, batalionu szkolnego Bazy Balonowej i Parku Bazy Balonowej.
Do 1 września 1939 zdołano zmobilizować 12 kompanii balonowych.
Wykaz zmobilizowanych kompanii balonowych oraz ich przydziały:
Kompania balonów obserwacyjnych liczyła 6 oficerów obserwatorów balonowych oraz 190 podoficerów i szeregowych. Według etatu posiadała na stanie dwie powłoki balonowe (typu BD), dwie dźwigarki oraz tabor samochodowy. 
Kompania balonów zaporowych składała się z: drużyny dowódcy, 2 plutonów balonów zaporowych typu N i NN po 5 tandemów oraz plutonu transportowego i plutonu parkowego.
Wszystkie kompanie balonów zaporowych podporządkowano dowódcy Zgrupowania Balonów Zaporowych, które liczyło ogółem 50 tandemów, czyli 100 balonów zaporowych.

## Wojna obronna 1939 r.

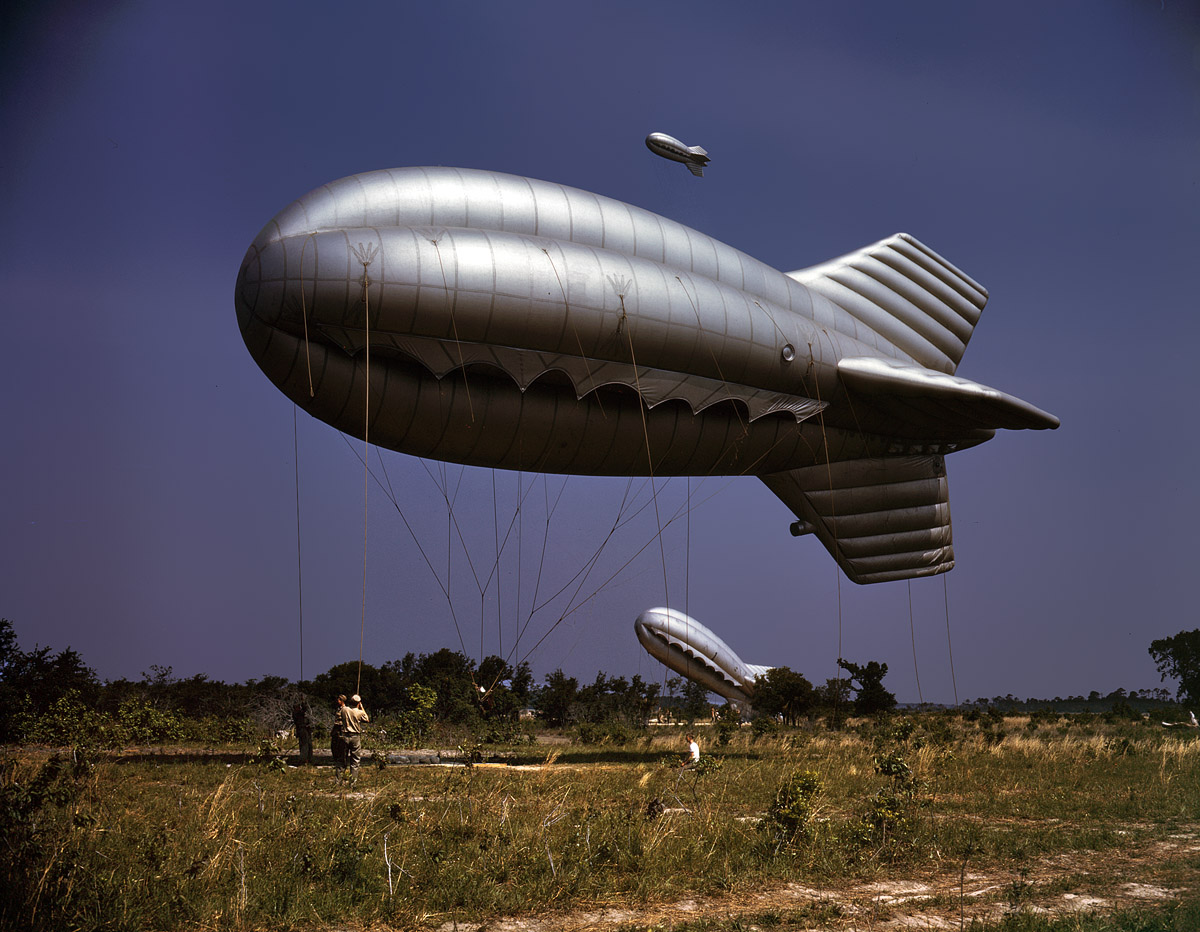
Balon zaporowy,1942 rok.

Zapory balonowe osłaniały w Warszawie mosty na Wiśle i lotnisko Okęcie do 5 września 1939. Ewakuacja środków obrony przeciwlotniczej spowodowała coraz większe straty sprzętu balonowego, który był niszczony w powietrzu i na ziemi przez samoloty Luftwaffe.
Kompanie balonów obserwacyjnych przydzielone do poszczególnych jednostek nie miały możliwości realizacji swoich zadań. 
Prowadzenie obserwacji z balonów uniemożliwiały szybkie zmiany sytuacji na froncie oraz brak możliwości sprawnego wycofywania z zagrożonych pozycji przez zatłoczone drogi.  
Jedyną kompanią, która dokonała bojowego wzlotu balonu obserwacyjnego była 5 kompania balonów obserwacyjnych. 10 września 1939 w rejonie miejscowości Wólka Radzymińska wzlotu dokonano dwukrotnie. Z powodu złych warunków atmosferycznych pierwszy raz balon ściągnięto na ziemię, w czasie drugiego wzlotu balon został ostrzelany i zniszczony przez niemieckie lotnictwo.
Pozostałe kompanie balonów obserwacyjnych nie odegrały znaczącej roli w działaniach wojennych.  1 i 4 kompania balonów obserwacyjnych wycofując się dotarły do Warszawy, gdzie z powodu braku sprzętu weszły w skład sformowanego 2 batalionu lotniczego. Do Warszawy dotarła również 5 kompania balonów obserwacyjnych. Personel pozostałych oddziałów wojsk balonowych skierowany został nad granicę rumuńską, po przekroczeniu której został internowany.

## PSZ na Zachodzie
Żołnierze oddziałów balonowych po przedostaniu się do Wielkiej Brytanii weszli w skład Polskiej Eskadry Balonowej, utworzonej 20 grudnia 1940 przy 945 brytyjskim dywizjonie balonów zaporowych w Glasgow. 
Jej dowództwo objął ppłk obserwator balonowy Hilary Grabowski. Polska Eskadra Balonowa obsługiwała balony zaporowe w systemie obrony przeciwlotniczej Wielkiej Brytanii. 
Do działań bojowych weszła 15 lipca 1944. 
Była ona wykorzystywana do osłony obiektów wojskowych i przemysłowych oraz Londynu przed rakietami V1 i V2. Polacy obsługiwali też balon obserwacyjny służący do skoków ćwiczebnych żołnierzy 1 Samodzielnej Brygady Spadochronowej. W 1944 zreorganizowana została w Polski Oddział Balonowy, który został rozwiązany 
w 1946 roku.